# The Living Art Museum
Living Art Museum (isl. Nýlistasafnið) er et museum i den islandske hovedstad Reykjavik.
Museet udstiller samtidskunst, og det er dets mål at være et forum for eksperimenter og nye stilarter i billedkunst. Det fungerer også som mødested for kunstnere.
Dieter Roth, Magnús Pálsson og andre kunstnere grundlagde museet i slutningen af 1970'erne som en del af Fluxusbevægelsen.